# Calathea nidulans
Calathea nidulans är en strimbladsväxtart som beskrevs av Lyman Bradford Smith och Idrobo. Calathea nidulans ingår i släktet Calathea och familjen strimbladsväxter. Inga underarter finns listade.